# 카미유 고티에
카미유 마리 켈리 고티에(프랑스어: Camille Marie Kelly Gottlieb, 1998년 7월 15일 ~ )는 그리말디가의 인플루언서이자 음주 운전 반대 운동가이다. 모나코 공녀 스테파니의 차녀이자 그레이스 켈리의 외손녀이다.